# John Brzenk
John Brzenk (* 15. července 1964 McHenry) je americký reprezentant v armwrestlingu. Guinnessova kniha rekordů ho označila za nejlepšího armwlestrera všech dob, sedmnáctkrát byl vyhlášen nejlepším závodníkem v tomto sportu bez rozdílu vah. Má obvod bicepsu 46 cm. Pracuje jako letecký mechanik ve firmě Delta Air Lines.
Jako osmnáctiletý se stal poprvé juniorským mistrem světa, v roce 1986 vyhrál v Las Vegas turnaj Over the Top v nejtěžší váhové kategorii. Je také vítězem soutěží Ultimate Armwrestling League, World Wristwrestling Championship a Zloty Tur/Nemiroff World Cup.
Hrál menší roli ve filmu Do útoku, v roce 2009 byl o něm natočen dokument Pulling John.